# Hédi Fried
Hédi Fried, född Szmuk den 15 juni 1924 i Sighet i Rumänien, död 19 november 2022 i Bromma distrikt, Stockholm, var en svensk psykolog, författare och förintelseöverlevare. Hon var känd för sitt opinionsbildande arbete mot rasism.

## Biografi
Hédi Fried var av judisk börd och dotter till fabrikören Ignatz Szmuk och Frida, född Klein. Hon föddes och växte upp i staden Sighet, dagens Sighetu Marmației, i ett landområde som efter första världskriget överfördes från Ungern till Rumänien. År 1940 återfördes Sighet till Ungern, då allierat med Nazityskland. Ett judiskt getto inrättades i staden den 18–20 april 1944 sedan Tyskland ockuperat Ungern; uppskattningsvis 14 000 judar från staden och byarna runtomkring fanns i gettot. 
En månad senare, den 17–21 maj (i Frieds fall ibland noterat som 14 maj) deporterades alla gettots invånare till Auschwitz, där de flesta, även Frieds föräldrar, gasades till döds. Men Hédi Fried och hennes syster Livia (1927-2025), senare gift Fränkel, tillhörde överlevarna och de var i Bergen-Belsen när de den 15 april 1945 befriades av brittiska trupper. I juli samma år kom de till Sverige med Röda kors-båten M/S Rönnskär.

### Studier, yrkesgärning och författarskap
Fried, som hade tagit lärarexamen i Miskolc 1943, blev fil. kand. i psykologi och pedagogik vid Stockholms högskola 1957 samt fil. lic. i psykologi 1980. Vid sidan av sin yrkesgärning som psykolog vittnade hon under senare delen av sitt liv om sin tid i koncentrationsläger och verkade på olika sätt mot rasism.  Hon var sedan tidigt 1990-tal en flitig föreläsare kring demokratifrågor och Förintelsen.
Fried hade sedan tolv års ålder skrivit dagbok, men i lägret saknades papper. Efter ankomsten till Sverige tog Fried upp sitt skrivande, vilket blev ett sätt att bearbeta upplevelser. Från 1992 utgav hon ett antal böcker om demokratifrågor och sina erfarenheter som förintelseöverlevare. Den lösa trilogin Skärvor av ett liv (1992), Livet tillbaka (1995) och Ett tredje liv (2002) kretsar kring olika skeden i hennes liv. Livets pendel från 2003 är en mer filosofisk betraktelse. 2017 utkom Frågor jag fått om Förintelsen. Två år senare utkom barnboken Historien om Bodri om ett barn (Hédi), hennes hund (Bodri) och hur deras tillvaro på 1930-talet alltmer hamnar i skuggan av en politiker (Adolf Hitler) som anser att alla inte har samma värda; boken är illustrerad av Stina Wirsén.
År 2015 var Fried värd för Sommar i P1.

### Politisk kontrovers
Strax före valet 2018 besöktes Fried av Ulf Kristersson. Exakt vad som sades dem emellan är inte känt, men enligt Dagens Nyheter ska Fried ha konstaterat att: "Han bedyrade att han aldrig, aldrig kommer gå med på något samröre med SD." Kristersson menade att han misstolkats, vilket Fried enligt honom höll med om.
Fried har senare bekräftat det Kristersson sagt, nämligen att löftet att inte ingå samarbete med Sverigedemokraterna gällde för alliansen 2018, och inte för moderaterna i evig tid.

### Familj, verksamhet som företagare och frånfälle
I ghettot i Sighet träffade hon Michael Alexander Fried som också överlevde förintelsen. De gifte sig och fick tre söner. När han avled 1963 blev Hédi Fried ensamstående mor till en son på 12 år och tvillingar på 10 år. Hon var själv 39 år gammal och bestämde sig för att lämna psykologin och istället ta över makens företag som sålde medicinsk utrustning. Efter tio år sålde hon firman till ett internationellt företag och återgick efter en tid till psykologin och avslutade sina studier. År 1994 grundade hon en stiftelse som bär makens namn, Michael A. Frieds stiftelse, och som arbetar för att motverka främlingsfientlighet, rasism och antisemitism.
Hon avled 2022, 98 år gammal.

## Utmärkelser
Fried mottog ett antal priser och utmärkelser. 1998 tilldelades hon Illis quorum av Sveriges regering, och året därpå utnämndes hon till Årets europé i Sverige. 2002 blev hon hedersdoktor vid Stockholms universitet, 2015 mottog hon Raoul Wallenbergs pris och fyra år senare Serafimermedaljen. Nedan följer en mer komplett lista.
- 1998 –  Medaljen Illis Quorum i guld av 8:e storleken[18]
- 1999 – Svenska Freds- och Skiljedomsföreningens Eldh-Ekblads fredspris[19]
- 1999 – Svenska Europarörelsens utmärkelse Årets europé[20]
- 2000 – Natur & Kulturs kulturpris[2]
- 2002 – Hedersdoktor vid Stockholms universitet[2]
- 2015 – Raoul Wallenberg Academys Raoul Wallenberg-priset[21]
- 2016 –  Riddare av Rumänska Stjärnans orden[22]
- 2017 – Olof Palmepriset från Olof Palmes minnesfond[23]
- 2017 –  Officer av Förbundsrepubliken Tysklands förtjänstorden[24]
- 2018 – Stockholm stads hederspris[25]
- 2018 – Aaron Isaac-priset[26]
- 2019 –  Serafimermedaljen för synnerligen förtjänstfulla och mångåriga insatser i kampen för demokrati och mänskliga värden.[27]
- 2019 – Torgny Segerstedts frihetspenna[28]